# Tensai Bakabon
Tensai Bakabon (яп. 天才バカボン, «Гений Бакабон») — манга Фудзио Акацуки, публиковавшаяся с 9 апреля 1967 года вплоть до 1992 года в журналах Weekly Shonen Magazine, Weekly Shonen Sunday, Shonen Sunday Deluxe, Comic BomBom и других.

## Аниме
Манга получила четыре адаптации в виде аниме-сериалов.
Первые два сериала были выпущены студией Tokyo Movie Shinsha:
- Первый сезон: Tensai Bakabon (яп. 天才バカボン, Гений Бакабон) выходил в эфир с 25 сентября 1971 по 24 июня 1972 года на канале Yomiuri TV и состоял из 40 серий.
- Второй сезон Ganso Tensai Bakabon (яп. 元祖天才バカボン, Первоначальный гений Бакабон) выходил в эфир с 6 октября 1975 года по 26 сентября 1977 года на канале NTV и состоял из 103 серий.

Позже студией Pierrot было выпущено ещё два сезона:
- Третий сезон Heisei Tensai Bakabon (яп. 平成天才バカボン, Хэйанский гений Бакабон), выходивший в эфир с 6 января по 29 декабря 1990 года на канале Fuji TV, и состоящий из 46 серий.
- Четвёртый и последний сезон: Rerere no Tensai Bakabon (яп. レレレの天才バカボン), выходивший в эфир с 19 октября 1999 по 21 марта 2000 года на канале TV Tokyo, и состоящий из 24 серий.

## Список персонажей
Папа Бакабона (яп. バカボンのパパ Bakabon no Papa)
Сэйю — Масаси Амэномори (1 и 2 сезон), Косэй Томита (3 сезон), Хисахиро Огура (4 сезон), Арата Фурута (5 сезон).
Всегда нарушает спокойствие и в конечном счёте становится центральным персонажем. Его любимая фраза — «корэ дэ ии нода» (яп. これでいいのだ, «всё будет хорошо»), он говорит её, когда в очередной раз пытается осуществить непродуманный план. Он очень глуп и не может выполнять даже самые простые задачи, придумывая для их выполнения бредовые идеи. Часто он просит совета у сына. Когда-то он был умным, но после аварии потерял способность здраво мыслить. Он всегда носит белый хатимаки. Его любимая пища — осьминог. Папа Бакабона по результатам голосования TV Asahi в 2002 году занял 9 место в списке 100 лучших аниме-персонажей.
Бакабон (яп. バカボン)
Сэйю — Кэйко Ямамото (1 и 2 сезон), Мэгуми Хаясибара (3 сезон), Ёсико Камэй (4 сезон), Мию Ирино (5 сезон).
Молодой парень, который одобряет бредовую деятельность отца и порой помогает ему. Он очень добрый мальчик и работает неполный рабочий день за чисткой обуви, чтобы накопить на подарок для своей матери в день её рождения. Он носит синее кимоно без брюк. Посещает начальную школу.
Хадзимэ-тян (яп. ハジメちゃん)
Сэйю — Такако Сасуга (1 и 2 сезоны), Тика Сакамото (3 сезон), Юкидзи (4 сезон), Ай Нонака (5 сезон).
Младший брат Бакабона. Он гений и сразу после рождения мог говорить, а позже и объяснить, например, теорему Пифагора или законы Кеплера. Его имя обозначает «начало».
Мама Бакабона (яп. バカボンのママ Bakabon no Mama)
Сэйю — Эйко Масуяма (1,2,3 и 4 сезоны), Норико Хидака (5 сезон).
Выпускница женского университета Куроюри. Несмотря на бесконечные конфликты с папой и Такабоном из-за их деятельности, она хорошая мать и домохозяйка. Это единственный персонаж, которого во всех сезонах озвучивает одна сэйю.
Дядюшка Рэрэрэ (яп. レレレのおじさん Mister «Rerere»)
Сэйю — Рюдзи Сайкати (1 и 2 сезоны), Сигэру Тиба (3 и 4 сезоны), Акира Исида (5 сезон).
Странный сосед семьи Такабона. Получил такое имя из-за склонности говорить «Рэрэрэ». Он всегда подметает улицы за пределами своего двора. Он лысый и усатый, но у него нет носа.
Омавари-сан (яп. お巡りさん)
Сэйю — Исаму Таноака (1 сезон), Канэта Кимоцуки (2 сезон), Сигэру Тиба (3 и 4 сезоны), Тосиюки Морикава (5 сезон).
Местный полицейский, очень прожорливый и наглый. Не раз стрелял из пистолета в случайном порядке. Он очень любит деньги и мечтает продвинуться по службе. У него огромные глаза, которые сливаются в одно глазное яблоко, и неправильный прикус.